# G. H. Hardy
Godfrey Harold “G. H.” Hardy FRS (7. února 1877 Cranleigh – 1. prosince 1947 Cambridge) byl významný anglický matematik známý svou prací v oblasti teorie čísel a matematické analýzy.
V roce 1940 napsal esej o estetice matematiky, Obrana matematikova, která je často považována za jeden z nejlepších vhledů do matematikovy mysli napsaného pro laiky.
Od roku 1914 byl učitelem indického matematika Šrínivási Rámanudžana. Hardy velmi brzy rozpoznal jeho genialitu a začal s ním úzce spolupracovat. Když se ho v rozhovoru Paul Erdős zeptal, co bylo jeho největším příspěvkem na poli matematiky, Hardy bez rozmýšlení odpověděl, že to bylo objevení Rámanudžana.

## Biografie

### Mládí
Hardyho sympatie k matematice se u něho projevovaly už od mala. Když mu byly teprve dva roky, psal si čísla až do milionů a když šel do kostela, bavil se faktorizací čísel církevních písní.
Po škole v Cranleighu získal kvůli svému matematickému nadání stipendium na Winchester College. V roce 1896 začal navštěvovat Trinity College na Cambridgeské univerzitě. V roce 1903 získal titul M.A. (Master of Arts), což byl v té době nejvyšší titul na anglických univerzitách. Od roku 1906 pracoval jako profesor, ale pouze šest hodin týdně, takže měl dostatek času na výzkum. V roce 1919 odešel na Oxfordskou univerzitu, ale v roce 1931 se zase vrátil na Cambridge.

### Práce
Hardy je známý jako reformátor britské matematiky. Zavedl do ní totiž přísnost, která byla dříve charakteristická pro Francii, Švýcarsko a Německo. Britští matematici se většinou po vzoru Isaaca Newtona věnovali aplikované matematice, ale Hardy oproti hydrodynamice, která měla v Cambridgi významnou roli, agresivně prosazoval čistou matematiku.
Od roku 1911 spolupracoval s Johnem Littlewoodem v oblasti matematické analýzy a analytické teorie čísel. Udělali velký pokrok v řešení Waringova problému a také v teorii prvočísel. Spolupráce Hardyho a Littlewooda je jedna z nejúspěšnějších a nejznámějších v dějinách matematiky. Při přednášce v roce 1947 řekl dánský matematik Harald Bohr: „V dnešní době žijí jen tři výborní angličtí matematici: Hardy, Littlewood a Hardy-Littlewood.“
Hardy také v roce 1908 nezávisle na Wilhelmu Weinbergovi formuloval Hardy-Weinbergův zákon, základní princip populační genetiky.
Sbírka jeho článků byla vydána v sedmi vydáních nakladatelstvím Oxford University Press.

### Osobnost
Jako dítě byl Hardy velmi stydlivý. Během školních let byl nejlepší ve třídě ve většině předmětů a vyhrál mnoho cen, ale nerad je přebíral před celou školou. Nerad se setkával s neznámými lidmi a nesnesl hledět na sebe v zrcadle.